# Sudha Singh
Sudha Singh (née le 25 juin 1986) est une athlète indienne, spécialiste du 3000 mètres steeple.

## Biographie
Aux Jeux asiatiques de 2010, Sudha Singh remporte le titre sur 3 000 mètres steeple avec un temps de 9 min 55 s 47, qui constitue alors son record personnel. Elle s'impose devant la Chinoise Yuan Jin et la Japonaise Minori Hayakari.
Le 19 mai 2012, lors du Shanghai Golden Grand Prix comptant pour la Ligue de diamant 2012, Sudha Singh réalise un temps de 9 min 49 s 25, nouveau record national, à moins de deux secondes du minima B qualificatif pour les Jeux olympiques d'été de 2012.

## Palmarès
| Date | Compétition           | Lieu        | Résultat | Épreuve     | Temps           |
| ---- | --------------------- | ----------- | -------- | ----------- | --------------- |
| 2009 | Championnats d'Asie   | Canton      | 2e       | 3 000 m st. | 10 min 10 s 77  |
| 2010 | Jeux asiatiques       | Canton      | 1re      | 3 000 m st. | 9 min 55 s 47   |
| 2011 | Championnats d'Asie   | Kōbe        | 2e       | 3 000 m st. | 10 min 08 s 52  |
| 2013 | Championnats d'Asie   | Pune        | 1re      | 3 000 m st. | 9 min 56 s 27   |
| 2015 | Championnats du monde | Pékin       | 19e      | Marathon    | 2 h 35 min 35 s |
| 2017 | Championnats d'Asie   | Bhubaneswar | 1re      | 3 000 m st. | 9 min 59 s 47   |
| 2018 | Jeux asiatiques       | Jakarta     | 2e       | 3 000 m st. | 9 min 40 s 03   |

## Records
| Épreuve             | Performance   | Lieu     | Date        |
| ------------------- | ------------- | -------- | ----------- |
| 3000 mètres steeple | 9 min 26 s 55 | Shanghai | 14 mai 2016 |